# Michio Hikitsuchi
Michio Hikitsuchi (jap. 引土道雄; * 14. Juli 1923 in der Präfektur Wakayama; † 2. Februar 2004 in Shingū) war ein Aikidō-Lehrer im 20. Jahrhundert.
Er beschäftigte sich seit seinem neunten Lebensjahr mit den Kampfkünsten. Mit 14 Jahren begegnete er zum ersten Mal Ueshiba Morihei, dem Gründer des Aikidō, dessen Schüler er war.
Hikitsuchi wurde im Jahr 1969 wenige Monate vor Ueshibas Tod von seinem Lehrer persönlich der 10. Dan verliehen. Gleichzeitig erhielt er die schriftliche Erlaubnis, den Umgang mit dem Langstock (Bō) im Aikidō (Masakatsu Bōjutsu) und dem Schwert (Sho Chiku Bai No Ken) oder Bokken zu lehren.
Hikitsuchi lebte in Shingū, einer kleinen Stadt in der japanischen Präfektur Wakayama. Er starb am 2. Februar 2004.
Seine Lehren werden in Europa unter anderem von seinem langjährigen Schüler Gérard Blaize weitergegeben. Der von Hikitsuchi gelehrte Stil wird nach seinem in den Kumano-Bergen in Japan gelegenen Dōjō auch Kumano-Juku-Aikidō genannt.